# Spritfabriken i Åhus

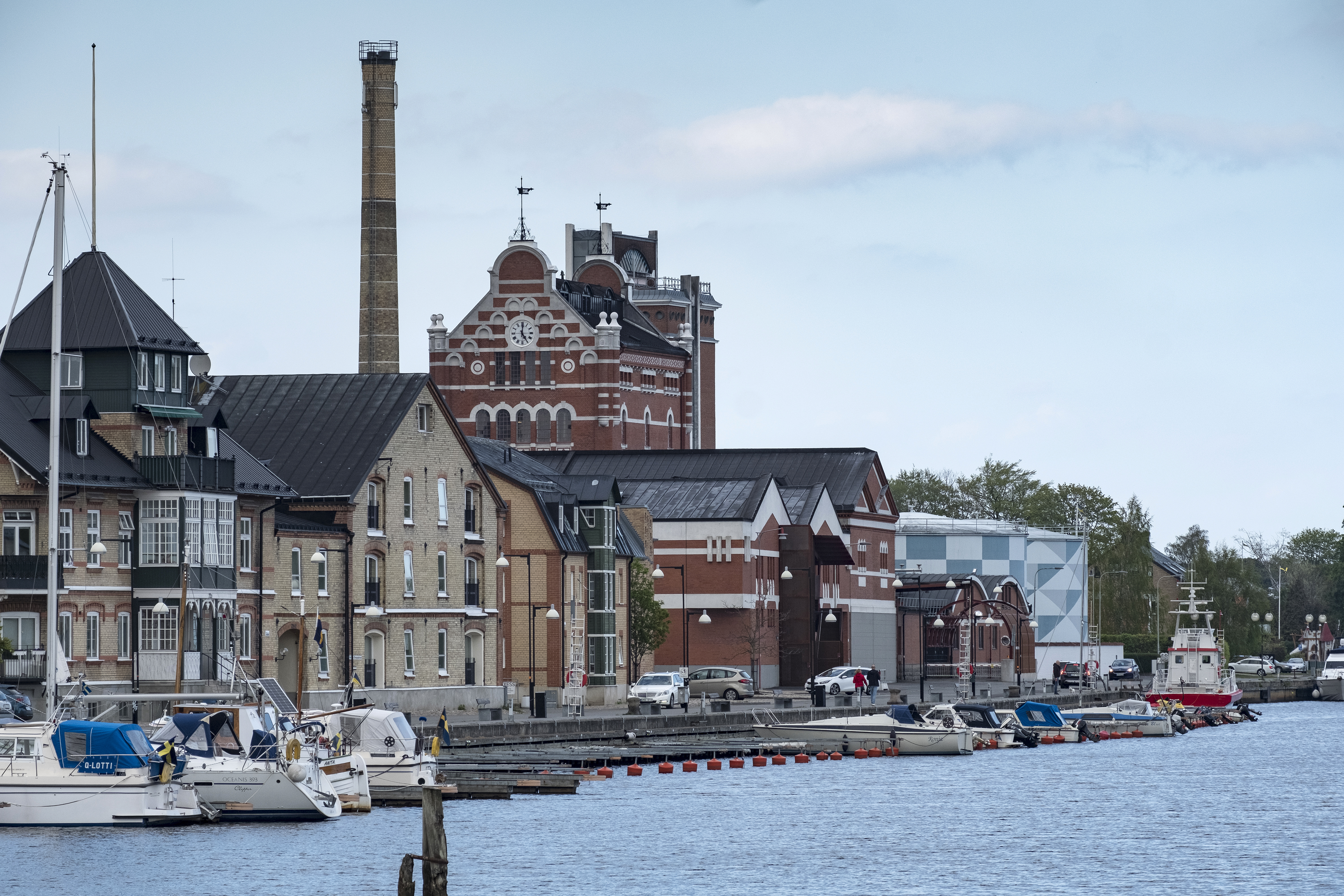
Åhus spritfabrik i bakgrunden

Spritfabriken i Åhus, i folkmun kallad Spritan, är en svensk spritfabrik byggd 1906.

## Fabrikens tillkomst
1906 byggdes en ny fabrik på Reymersholm som producerade råspriten till spritfabriken i Åhus. Den gamla fabrikens förhistoria började 1902 då några personer från Stockholm började köpa sjötomter i Åhus. Några åhusbor vägrade sälja men 1904 hade de avlidit och barnen sålde tomterna. Spritan ritades av arkitekten Edward Ohlsson. Han hämtade inspiration från Åhus medeltidskyrka och nationalromantiken. Fabriken byggdes i rött tegel med trappstensgavlar.
Den gamla fabriken var bevarad 2006 med gamla kopparkolonner och så kallade spritlyktor som användes för kontroll av spritens renhet. 2006 hölls fabriken i produktionsdugligt skick som reservfabrik om det moderna bränneriet i Nöbbelöv skull drabbas av svårare produktionsstörningar. Spritfabriken var också första anläggningen med el installerad i Åhus. Vid destillationstornet fanns två elbelysta klockor. 1906 fanns många små brännerier för råsprit i Kristianstad län vars produktion levererades till Åhus.
1917 bildades Vin & Sprit som började köpa upp lokala brännerier, och fick monopol på brännvinsförsäljning i Sverige. i slutet av 1920-talet stod  Åhusfabriken för reningen av  65 procent av allt råbrännvin som monopolet köpte. Fabriken producerade under 1920- och 1930-talet mellan fem och 15 miljoner liter sprit och hade mellan 20 och 50 personer anställda. Det var under dessa år som ångpannorna blev omoderna och nyare metoder för destilleringen var effektivare.

## Utvecklingen efter andra världskriget
Konsumtionen av sprit ökade särskilt efter motbokens slopande 1955. Åhus spritfabrik renade 1953 32 miljoner liter sprit  med en personal av 15 tjänstemän och 21 arbetare. Under 1970-talet tillverkades allt kryddat brännvin och alla likörer i Åhus. Det fanns 22 likörer som producerades i Sverige på 1970-talet och 2006 återstod endast 5 sorter. Framtidsutsikterna för fabriken var 1977 dystra och  fabrikens då 35 anställdas anställningar var hotade. Framtiden förändrades då Absolut Vodka lanserades 1979. 1979 gjordes 100 000 liter medan 2006 kan Åhusfabriken tillverka 550000 liter om dagen!
2006 hade fabriken 240 anställda. Fabriken moderniserades flera gånger och särskilt under 1990-talet då ett torn för nytt rektifieringen byggdes. Fabriken hade 2006 fem tappningslinjer, och en ny anläggning byggdes 2006 på Åhus industriområde. Hösten 2007 ska fabriken kunna tappa 22 miljoner liter om året men Gärdsbränneriet kan tillverka 125 miljoner liter vodka om året alltså fem gånger större mängd.
2008 köptes fabriken av franska bolaget Pernod Ricard men produktionen har fortsatt varit i Nöbbelöv och Åhus och den har växt ytterligare i storlek.
Fabriken firade 100-årsjubileum den 17 november 2006.